# Сулик, Францишек
Францишек Сулик (пол. Franciszek Sulik; 1908, Львов — 16 июля 1997) — польско-австралийский шахматист.
В составе сборной Польши серебряный призёр 8-й Олимпиады (1939) в Буэнос-Айресе.

## Спортивные достижения
| Год  | Город        | Турнир                  | + | − | = | Результат | Место |
| ---- | ------------ | ----------------------- | - | - | - | --------- | ----- |
| 1935 | Варшава      | 3-й чемпионат Польши    | 5 | 5 | 6 | 8 из 16   | 8—9   |
| 1936 | Мюнхен       | Неофициальная Олимпиада | 2 | 3 | 2 | 3 из 7    | 2     |
| 1939 | Буэнос-Айрес | 8-я Олимпиада           | 4 | 2 | 1 | 4½ из 7   | 2     |